# Aconitum angustifolium
Aconitum angustifolium Bernh. ex Rchb. är en ranunkelväxtart som beskrevs av Johann Jakob Bernhardi och Heinrich Gottlieb Ludwig Reichenbach. Aconitum angustifolium ingår i släktet stormhattar och familjen ranunkelväxter.
Inga underarter finns listade i Catalogue of Life.